# Javier Herrera Corona
Pour les articles homonymes, voir Corona.
Javier Herrera Corona (né le 15 mai 1968) est un prélat mexicain de l'Église catholique qui travaille au service diplomatique du Saint-Siège.

## Biographie
Javier Herrera Corona est né le 15 mai 1968 à Autlán de Navarro (es), Mexique. Il est ordonné prêtre pour le diocèse d'Autlán le 21 septembre 1993.

## Carrière diplomatique
Il entre au service diplomatique du Saint-Siège le 1er juillet 2003 et sert dans les représentations pontificales au Pakistan (en), au Pérou (en), au Kenya (en), en Grande-Bretagne et aux Philippines (en) et comme représentant non officiel à Hong Kong,,,,,
Le 5 février 2022, le pape François le nomme archevêque titulaire de Vulturaria (de) et nonce apostolique au Congo et au Gabon (en), Le 23 avril 2022, il est consacré archevêque par Pietro Parolin avec comme co-consécrateurs Francisco Robles Ortega et Rafael Sandoval Sandoval (de).

## Succession apostolique
Javier Herrera Corona a ordonné les évêques suivants :
- Archevêque Abel Liluala (2024)
- Évêque Brice Armand Ibombo (pl) (2025)